# 과학방법사 연표

## 기원전

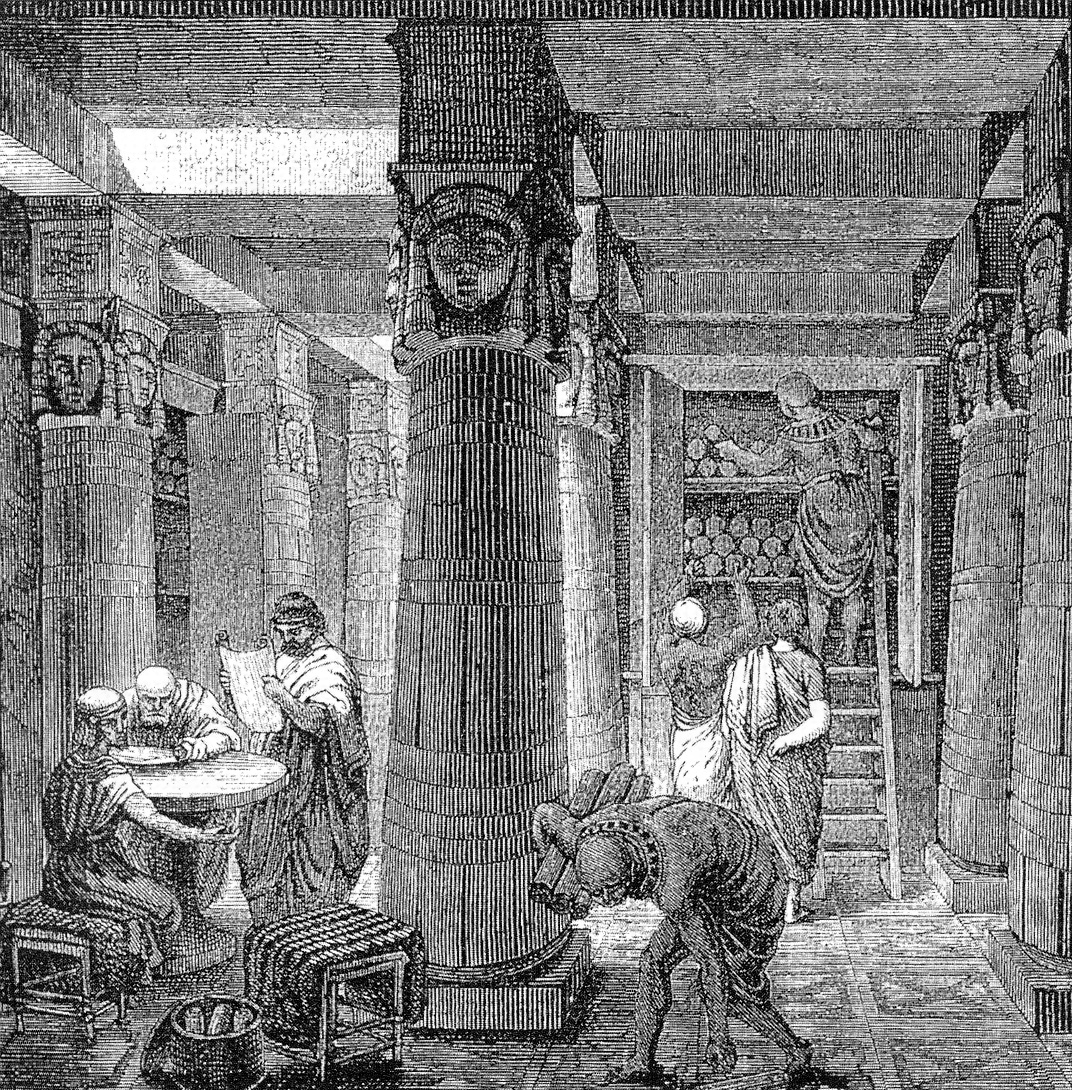
알렉산드리아 대도서관(19세기 그림).

- 기원전 1600년경 – 에드윈 스미스 파피루스에 검사, 진단, 치료, 예후에 대한 실질적이고 객관적인 내용이 있다.[1] 고대 이집트의 의학은 어느 정도 정량적인 과학으로서 수행되었던 것 같다.[2]
- 기원전 624년–기원전 548년 – 탈레스가 자연에 대한 연구를 신화의 세계에서 경험적 연구로 끌어올리다.[3]
- 기원전 610년–기원전 547년 – 아낙시만드로스가 법칙이라는 관념의 대상을 인간 사회에서 물리세계로 확장하다. 매핑과 모형도 사용되었다.[4]
- 기원전 400년경 – 묵자와 그의 가르침을 따르는 묵가는 삼표법(三表法)에 따라 참과 거짓을 가렸다.[5]
- 기원전 400년경 – 데모크리토스가 외부 세계에 대한 결론을 이끌어내는 방법으로 귀납을 옹호했다.[6]
- 기원전 400년경 – 플라톤이 관념, 물질, 형태, 현상 등 추상적 개념들을 처음으로 구체적으로 정의했다.
- 기원전 320년경 –  아리스토텔레스가 지식을 범주화했다(물리학, 시학, 동물학, 논리학, 수사학, 정치학, 생물학). 아리스토텔레스의 후학들은 과학의 이상은 알려진 공리에서 비롯되는 것이라고 주장했다. 아리스토텔레스에게 그 공리는 이 세계가 실재하며 우리는 경험으로써 진리를 알 수 있다는 것이었다.[7]
- 기원전 341년-기원전 270년 – 에피쿠로스와 그 제자들이 다른 학파와 경쟁하려다 보니 인식론을 발전시키다.[7][8]
- 기원전 300년경 – 에우클레이데스가  『원론』에서 기하학을 공리로부터 논리적으로 유도되는 정리들의 체계로 설명하다.
- 기원전 240년경 – 에라토스테네스가 스타디온을 도구로 삼아 지구의 크기를 상당히 괜찮은 정확도로 계산하다.
- 기원전 200년경 – 무세이온의 부속시설로서 알렉산드리아 대도서관이 건설되다. 도서관의 목적은 그리스 세계의 모든 지식을 수집하는 것이었다.[9]
- 기원전 150년경 – 다니엘서 1장에서 유대인 귀족 다니엘이 초보적인 임상시험을 제안한다.[10]

## 1세기-12세기

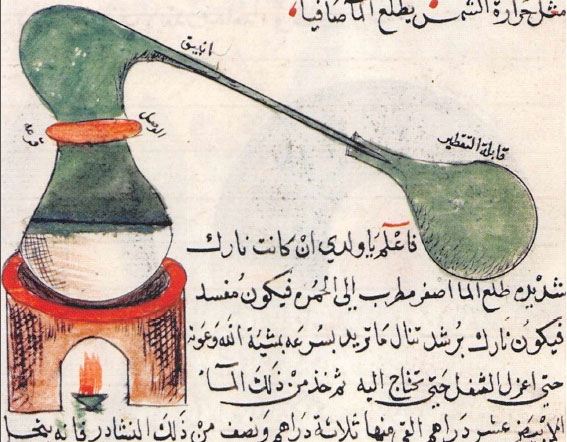
알렘빅.

- 90년-168년 – 클라우디오스 프톨레마이오스가 『알마게스트』를 저술하다. 내용을 보면 프톨레마이오스는 시스템적으로 철저히 정돈된 관측, 그리고 가설 이 두 가지의 중요성을 인식하고 있었다.[11]
- 800년–900년 – 알킨디, 자비르 이븐 하이얀 등 초기 무슬림 과학자들이 실험을 지식의 출처로 사용하는 것을 크게 강조하기 시작했다.[12][13]
- 1021년 – 이븐 알하이탐이 실험적 방법을 도입하고 『광학서』에서 실험, 관찰, 합리적 논증을 조합해 사용했다.
- 1025년경 – 아부 라이한 알비루니가 광물학과 역학에서 실험 방법을 발전시키고 천문현상과 관련된 실험을 수행했다.
- 1027년 – 페르시아인 이븐 시나가 『치유의 서』에서 아리스토텔레스의 귀납을 믿을 수 없다고 비판했다.[14]

## 13세기-17세기
- 1220년–1235년 – 잉글랜드의 스콜라 철학자, 신학자 로버트 그로스테스트(이후 1253년 링컨 주교 역임)가 아리스토텔레스 주석서를 출간, 적절한 과학적 방법의 얼개를 마련하다.[15]
- 1265년 – 잉글랜드의 수도승 로저 베이컨이 그로스테스트의 저술에 영감을 받아 반복적인 관찰, 가설, 실험, 독립적 검증에 기반한 과학적 방법론을 서술하다. 베이컨은 다른 사람들이 자신의 실험 결과를 재현하고 또한 독립적으로 실험해볼 수 있도록 자신이 실험을 수행한 방법을 세세하게 기록했다.[16][17]
- 1327년 – 오컴의 면도날 제기되다. 경쟁하는 가설들 가운데 가정이 가장 적게 붙은 것을 선택하라는 경험법칙.
- 1408년 – 역대 최대 규모의 백과사전인 『영락대전』이 완성되다.
- 1581년 – 회의론자 프란시스코 산체스가 고전적 회의논변을 사용해 자연에서 이유나 행동을 찾으려 하는 아리스토텔레스주의에서는 과학이 성취될 수 없다고 주장하다.
- 1581년 – 데인인 천문학자 튀코 브라헤가 벤섬에 거대 천문대 우라니보르그와 스톄르네보르그를 짓다. 튀코와 그의 조수들은 높은 정밀도의 행성관측 자료를 생산했다.
- 1595년 – 네덜란드에서 현미경이 발명되다.
- 1608년 – 네덜란드에서 망원경이 등장하다. 정확한 발명자는 불명이나, 한스 리퍼세이가 특허를 냈다.[18]
- 1609년 – 마르부르크 대학교에 최초의 “공개 화학실험실”(연금술사의 골방과 다른)이 세워졌다.[19]
- 1620년 – 잉글랜드의 정치인 프랜시스 베이컨이 『신기관』을 출간했다.
- 1637년 – 프랑스 철학자 르네 데카르트가 『방법서설』을 출간했다.[20]
- 1638년 – 갈릴레오 갈릴레이의 『새로운 두 과학』이 출간되었다. 갈릴레오의 평생 연구를 집대성한 이 책에는 두 가지 사고실험(피사의 사탑 실험・갈릴레오의 배)이 수록되어 있다.
- 1650년 – 세계 최고(最古)의 전국적 제도권 과학기관인 왕립학회가 런던에서 설립되었다. 초기 왕립학회는 실험적 증거를 진리를 가리는 잣대로 삼았다.
- 1665년경 – 영국 과학자 로버트 보일이 저술로 제시한 실험의 과학적 방법: 구체적인 실험을 수행하기 전에 먼저 대상을 일반적으로 연구해 보아야 한다. 현재의 이론과 모순되는 결과가 있다면 보고해야 한다. 실험은 본질적으로 ‘임시적’인 것으로 간주되어야 한다. 실험은 재현가능해야 한다.[21]
- 1665년 – 프랑스와 영국에서 학술지가 처음으로 발행되다.[22]
- 1675년 – 하인리히 올덴부르크가 동료평가를 개척하다. 과학수고(手稿)를 숙련된 전문가에게 서신으로 보내 그 질을 판단받는 방식이었다.[23]
- 1687년 – 아이작 뉴턴의 『프린키피아』 초판이 출판되다.

## 18세기-19세기
- 1739년 – 데이비드 흄이 『인간본성논고』에서 귀납의 문제는 해결불가능이라고 주장하다.
- 1753년 – 스코틀랜드 의사 제임스 린드가 수병들 사이에 만연한 괴혈병을 연구하다가 통제된 실험(두 개의 피험체군은 판단 대상인 한 가지 차이점을 제외한 나머지 모든 조건이 같아야 한다)을 구사하다.[24]
- 1763년 – 토머스 베이즈의 『확률론의 한 문제를 풀기 위한 소고』가 사후 출판되다. 『소고』는 베이즈 추론의 기저가 되었다. 베이즈 추론은 추가 증거가 확보되었을 때 가설의 확률 추정치를 개정할 때 사용된다.
- 1812년 – 한스 크리스티안 외르스테드가 사고실험(Gedankenexperiment)이라는 용어를 고안하다. 그러나 사고실험이라는 방법 자체는 고대로부터 행해져 왔다.
- 1815년 – 프랑스의 논리학자 조제프 디에즈 제르곤이 다항식 회귀를 위한 최적설계를 발표하다.
- 1833년 – 윌리엄 휴얼이 “과학자(scientist)”라는 말을 고안하여 그전까지 사용되던 ”자연철학자”라는 말이 대체되다.  휴얼은 『귀납과학의 철학』에서 서로 무관하고 독립적인 출처에서 온 증거들이 강력한 결론으로 “모여드는” 것을 가리켜 “통섭”이라는 용어를 또한 고안했다.
- 1877년–1878년 – 미국의 과학자 찰스 샌더스 피어스가 『과학논리의 삽화들』을 써서 삼분법, 귀추법, 연역법, 귀납법을 널리 알렸다.
- 1885년 – 피어스와 조지프 재스트로가 맹검법과 무작위 실험의 개념을 처음으로 제시하다.[25]
- 1897년 – 미국의 지질학자 토머스 크라우더 체임벌린이 실험의 설계를 돕기 위해 복수의 가설을 사용할 것을 제안하다.

## 20세기-현재
- 1905년 – 독일의 이론물리학자 알베르트 아인슈타인이 특수상대론을 제기하다.
- 1926년 – 영국의 통계학자 로널드 피셔가 무작위설계를 분석하여 널리 알리다.
- 1934년 – 카를 포퍼가 『과학적 발견의 논리』에서 반증가능성을 가설의 평가기준으로 내세우다.
- 1937년 – 최초의 플라시보 시험이 수행되다. 미국의 약리학자 해리 골드는 잔틴이 심장통증에 미치는 영향을 연구하고 있었는데, 플라시보를 사용했을 때는 효과가 나타나지 않음을 확인했다.[26]
- 1946년 – 사상 최초의 컴퓨터 시뮬레이션 작업이 시작되다. 폭격기 승무원 훈련을 위해 MIT에서 만든 비행 시뮬레이터였다.[27]
- 1950년 – 이중맹검법을 사용한 실험 결과가 처음으로 논문으로 발표되다.[28]
- 1962년 – 미국의 물리학자 토머스 쿤이 『과학혁명의 구조』를 출간하다.[29]
- 1964년 – 미국의 물리학자 존 레이더 플랫이 강식 추론(대안가설의 필요성을 강조하는 과학탐구 모형)을 제기하다.[30]
- 1976년 – 조지 박스가 논문 「과학과 통계학」에서 현상의 통계적 모델링의 얼개를 제시하다.[31]
- 2009년 – 로봇 과학자가 만들어지다. 역사상 최초의, 인간 창조자로부터 독립되어 스스로 새로운 과학지식을 발견하는 기계.[32]
- 2012년 – 영국 물리학자 데이비드 도이치가 구성자 이론을 제기하다.[33]

## 참고 자료
- Allen, James P. (2005). The Art of Medicine in Ancient Egypt. New York: Metropolitan Museum of Art. ISBN 1-58839-170-1.
- Asmis, Elizabeth (1984), Epicurus' Scientific Method, Ithaca, New York: Cornell University Press, ISBN 978-08014-1465-7(등록 필요)
- Burgin, Mark (2017). Theory of Knowledge: Structures And Processes. New Jersey: World Scientific Publishing Co. Pte. Ltd. ISBN 97898-145226-70.
- Clegg, Brian (2013). Roger Bacon: The First Scientist. New York: Carroll & Graf Publishers. ISBN 9781472112125.(등록 필요)
- Committee on the Conduct of Science (1995). On being a scientist: responsible conduct in research. Washington, D.C.: National Academy Press.(등록 필요)
- König, Jason; Oikonomopoulou, Katerina; Woolf, Greg, 편집. (2013). Ancient Libraries. Cambridge, New York: Cambridge University Press. ISBN 978-1-107-01256-1.
- Magill, Frank N. (2003년 12월 16일). The Ancient World: Dictionary of World Biography. Routledge. ISBN 9781135457396. 2015년 3월 9일에 확인함.
- Shapiro, Arthur K.; Shapiro, Elaine (1997). The Powerful Placebo: From Ancient Priest to Modern Physician. Baltimore and London: The Johns Hopkins University Press. ISBN 0-8018-6675-8.
- Van Helden, Albert; Dupre, Sven; van Gent, Rob; Zuidervaart, Huib, 편집. (2010). The Origins of the Telescope. Amsterdam: KNAW Press. ISBN 978-90-6984-615-6.